# Dianne Fromholtz
Dianne Fromholtz Balestrat (10 de agosto de 1956) es una tenista profesional australiana retirada de la actividad que alcanzó la posición No. 4 del mundo en sencillos en 1979.

## Carrera
Fromholtz comenzó a jugar tenis a la edad de siete años. Dejó la escuela a la edad de 16 años para jugar en torneos internacionales. Se convirtió en profesional en 1973 y se unió al WTA Tour. A la edad de 17 años ella ya participaba activamente en el circuito profesional de tenis, ganando el título de sencillos en una docena de torneos en 1973, aunque las reglas en ese momento no permitían que el dinero del premio se pagara a los participantes menores de 18 años. Llegó a la final del Abierto de Australia en enero de 1977, perdiendo ante su compatriota australiana Kerry Melville Reid en dos sets. Fue semifinalista dos veces en el Abierto de Francia, en 1979 y 1980. También llegó a las semifinales del Abierto de Estados Unidos en 1976.
Fromholtz ganó 23 títulos de sencillos y alcanzó la posición No. 4 del escalafón mundial en 1979. En asociación con Helen Gourlay Cawley, ganó los dobles femeninos del Abierto de Australia en enero de 1977. En su carrera registró victorias contra grandes rivales como Chris Evert, Martina Navratilova, Billie Jean King, Evonne Goolagong Cawley, Margaret Court, Virginia Wade, Pam Shriver y Gabriela Sabatini.

## Finales de Grand Slam

### Sencillos
| Resultado | Año  | Torneo          | Superficie | Oponente            | Marcador |
| --------- | ---- | --------------- | ---------- | ------------------- | -------- |
| Finalista | 1977 | Australian Open | Césped     | Kerry Melville Reid | 7–5, 6–2 |

### Dobles
| Resultado | Año  | Torneo          | Superficie | Compañera     | Oponentes                          | Marcador      |
| --------- | ---- | --------------- | ---------- | ------------- | ---------------------------------- | ------------- |
| Ganadora  | 1977 | Australian Open | Césped     | Helen Gourlay | Kerry Melville Reid Betsy Nagelsen | 5–7, 6–1, 7–5 |

### Dobles mixto
| Resultado | Año  | Torneo    | Superficie | Compañero      | Oponentes                | Marcador           |
| --------- | ---- | --------- | ---------- | -------------- | ------------------------ | ------------------ |
| Finalista | 1980 | Wimbledon | Césped     | Mark Edmondson | Tracy Austin John Austin | 4–6, 7–6(8–6), 6–3 |